# Karin Seick
Karin Seick (n. 11 noiembrie 1961, Winsen, Republica Federală Germania, Germania) este o înotătoare germană, medaliată olimpică. A participat la 2 ediții ale Jocurilor Olimpice (1984, 1988) în care a câștigat o medalie de argint și două medalii de bronz.